# Länsväg 195
Länsväg 195 går sträckan Jönköping–Habo–Hjo–Karlsborg. Vägen är 81 km lång och går längs Vätterns västra strand.
Skyltning: Norrut: först Hjo, sedan Karlsborg. Söderut: Jönköping.

## Standard
Mellan Jönköping och rondellen vid Habo S är det 2+1-väg med mitträcke. Hastighetsgränsen är 100 km/h förutom Göteborgsbacken i Jönköping. Från Habo S till Mölltorp är vägen mestadels 9,5 meter bred och hastighetsgränsen är 80 km/h. Ett undantag är några kilometer söder om Hjo där det finns en lång raksträcka som är 13,5 meter bred.

## Korsningar
Vägen ansluter till 
- Riksväg 40
- Riksväg 26
- Riksväg 47
- Länsväg 193
- Länsväg 194
- Riksväg 49

|  | Nr | Namn             | Skyltning                                                           |
|  | -- | ---------------- | ------------------------------------------------------------------- |
|  |    | Hedenstorp       | Jönköping Göteborg Halmstad Oskarshamn (ej korsningsfri för Lv 195) |
|  |    | Månseryd         | Mariestad Trollhättan                                               |
|  |    | Linderyd         | Falköping                                                           |
|  |    | Skövde-rondellen | Mariestad Skövde                                                    |
|  |    | Mölltorp         | Skövde Askersund                                                    |

## Historia
Vägen Karlsborg-Jönköping har haft numret 195 sedan vägnummer infördes på 1940-talet. Ursprungligen hade även vägen Askersund-Karlsborg detta nummer, men vid reformen 1962 gavs den sistnämnda sträckan nummer 49.
Jämfört med vägen på 1940-talet har en ny väg byggts mellan Habo och väg 40 (från perioden 1977-1985), samt en förbifart förbi Hjo (från perioden 1966-1977). I övrigt är vägen förbättrad i ursprunglig sträckning, med rätningar här och var.